# 马哈昂梅县
马哈昂梅县是缅甸曼德勒省下辖的县。属曼德勒市发展委员会所管理之曼德勒市域。首府位于马哈昂梅镇区。

## 历史
2022年4月30日，由原曼德勒县析置马哈昂梅县，下辖馬哈昂梅鎮區、昌艾達贊鎮區、昌妙達齊鎮區、比基達貢鎮區。

## 行政区划
马哈昂梅县下辖4个镇区：
- 馬哈昂梅鎮區
- 昌艾達贊鎮區
- 昌妙達齊鎮區
- 比基達貢鎮區